# Роттенбург-ам-Неккар
Ро́ттенбург-ам-Не́ккар (нем. Rottenburg am Neckar, алем. нем. Raodaburg) — город в Германии, в земле Баден-Вюртемберг, на реке Неккар. 
Населённый пункт подчинён административному округу Тюбинген, и входит в состав района Тюбинген. Население составляет 43 723 человек (на 30 сентября 2019 года). Занимает площадь 142,26 км². Подразделяется на центр и 17 городских районов.
Город расположен примерно в 50 км к юго-западу от Штутгарта и примерно в 12 км к юго-западу от Тюбингена. Роттенбург — второй по величине город района после Тюбингена.

## История
Роттенбург был основан как римский город Сумелоценна (лат. Sumelocenna), вероятно, около 98 года н. э. и был одним из важных римских городов на юго-западе Германии. Он имел линию укреплений, построенную для защиты от нападений алеманнов.
В Средние века городом сначала управляли графы Хоэнберг, которые, однако, были вынуждены продать его Габсбургам в 1381 году. 
В XVII столетии, в небольшом городе Роттенбург на Некаре ежегодно сжигались на костре десяток — другой ведьм, и городской совет чувствовал «усталость» от этих процессов и начинал печалиться, что вскоре в Роттенбурге не останется в живых ни одной женщины. 
Роттенбург оставался частью Передней Австрии до 1805 года, когда по Пресбургскому миру он перешёл под власть Вюртемберга. В Роттенбурге находилась епископская ординариатомия который управлялась католическая церковь Вюртемберга.
На окончание XIX столетия Роттенбург (Rottenburg) — город в королевстве Вюртемберг, в котором проживало 6 900 жителей обоего полу. В городе было развито машиностроение, производство полотняное, кожевенное и красильное, организована торговля хмелем.
В населённом пункте была тюрьма, бывший замок (1216 год) графов Гогенберг.
Когда его переименовали в Роттенбург на Неккаре не известно.

## Известные уроженцы
- Вильдермут, Оттилия (1817—1877) — немецкая писательница.

## Галерея

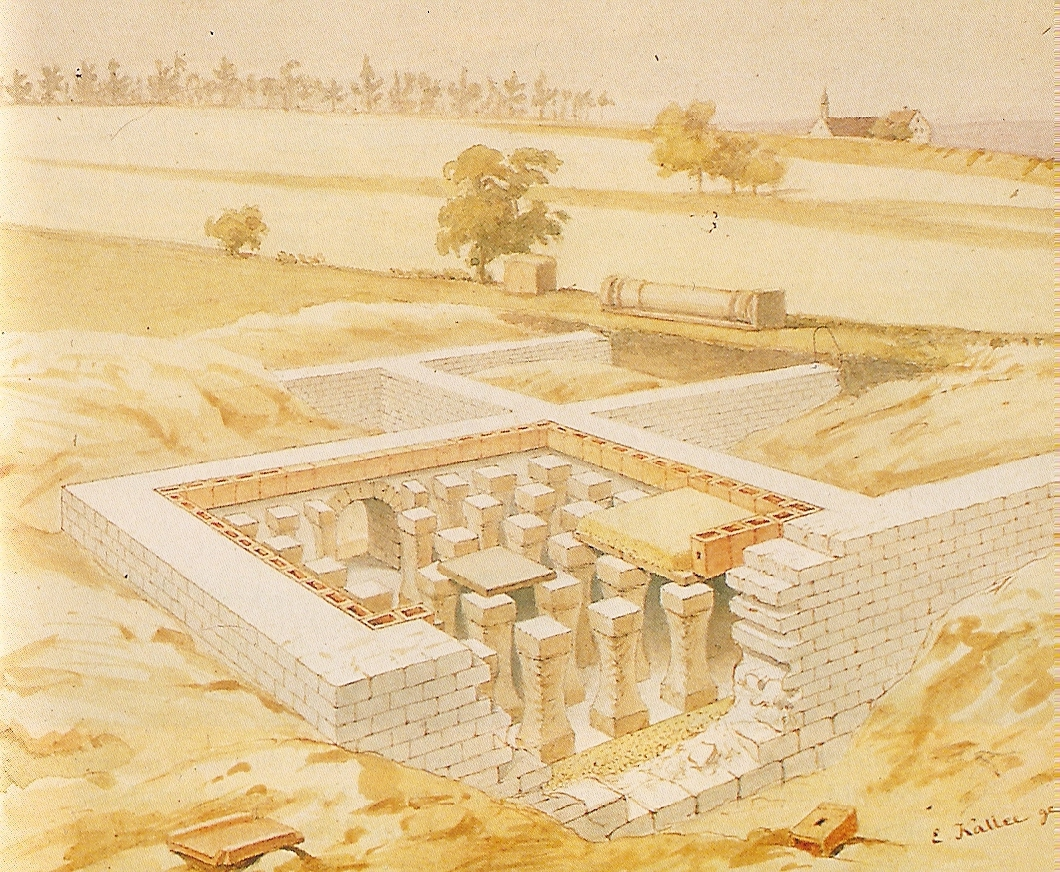
Гипокауст римских бань (акварель, 1884 год).
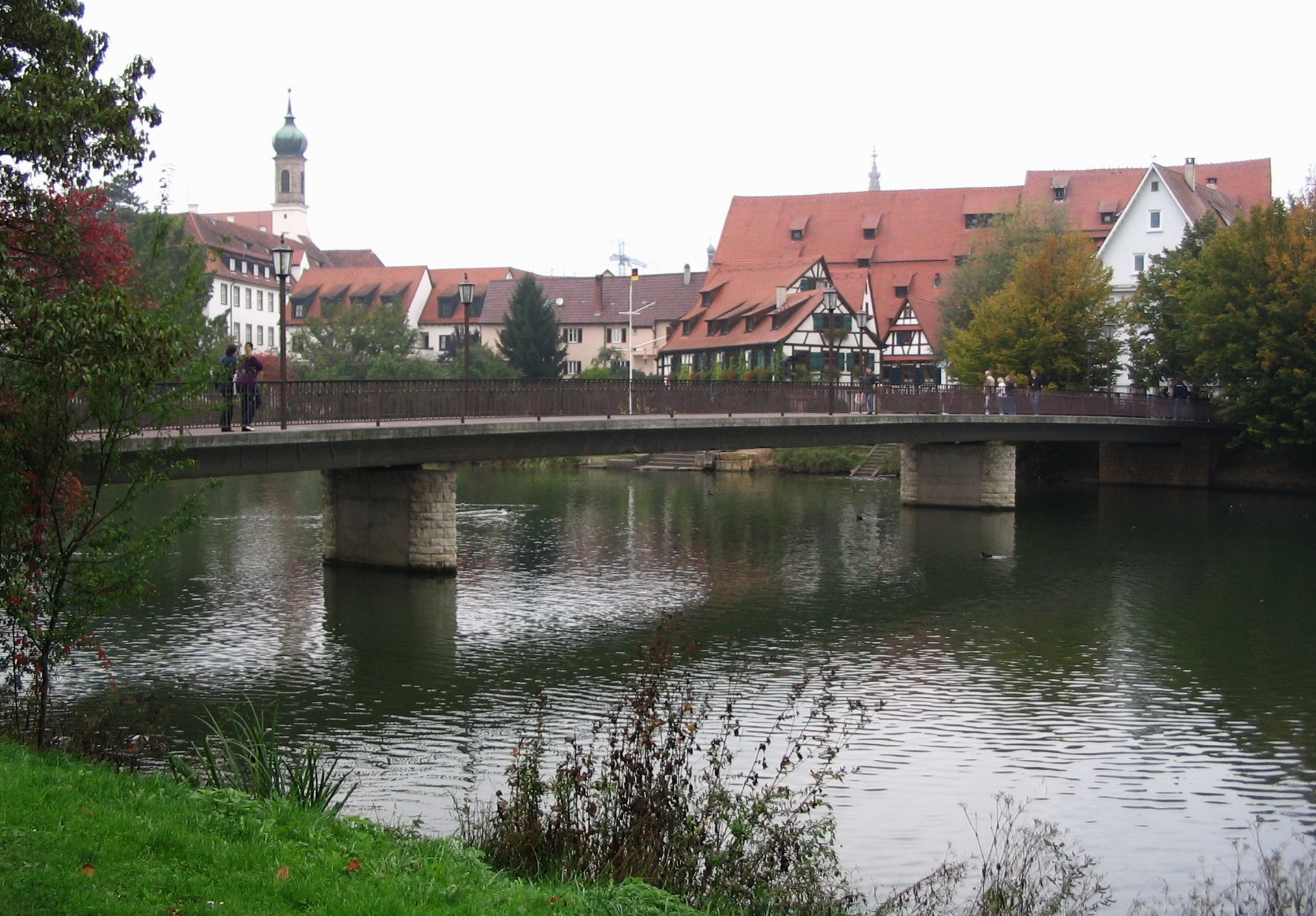
Мост через Неккар.
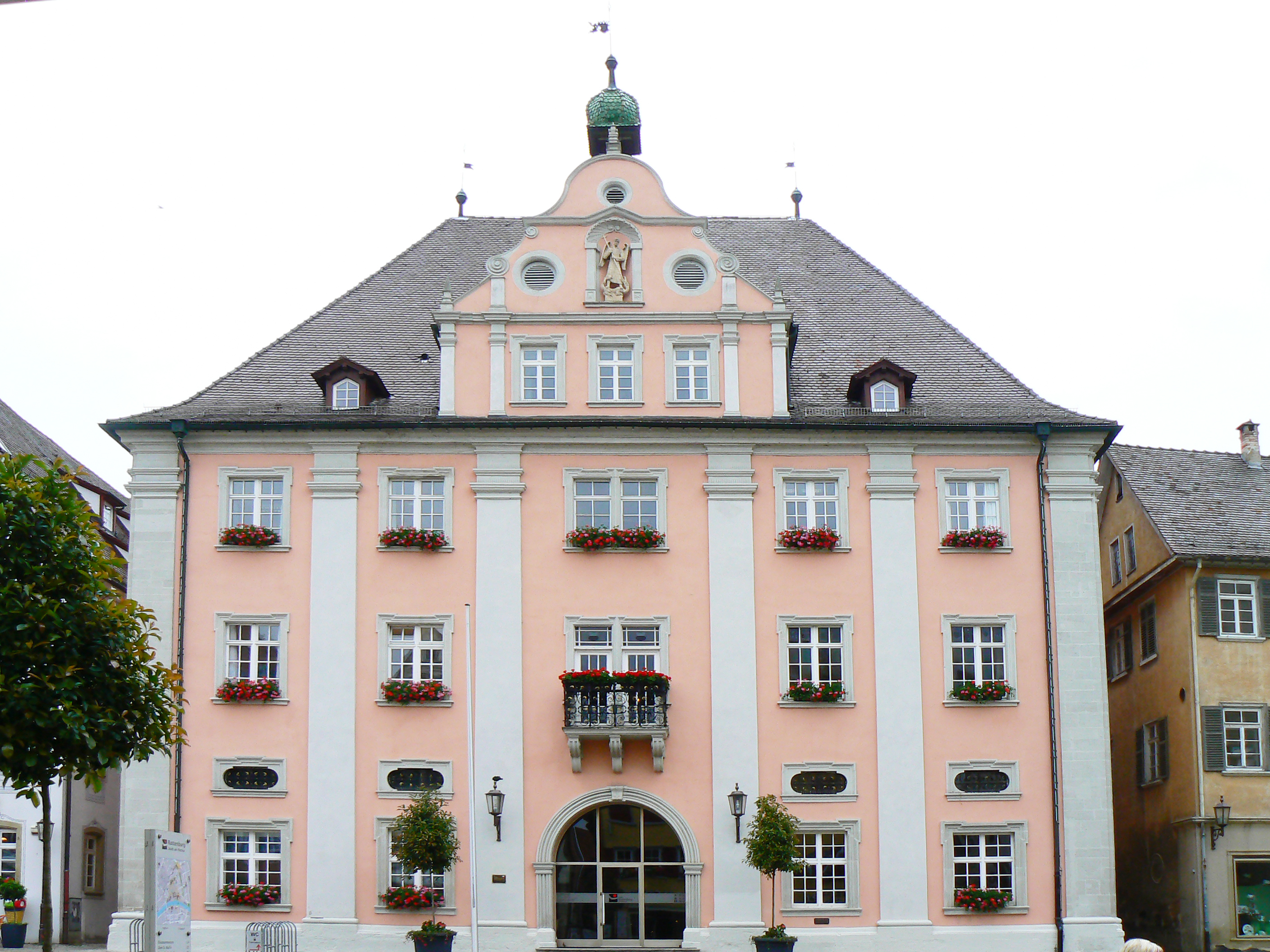
Ратуша.
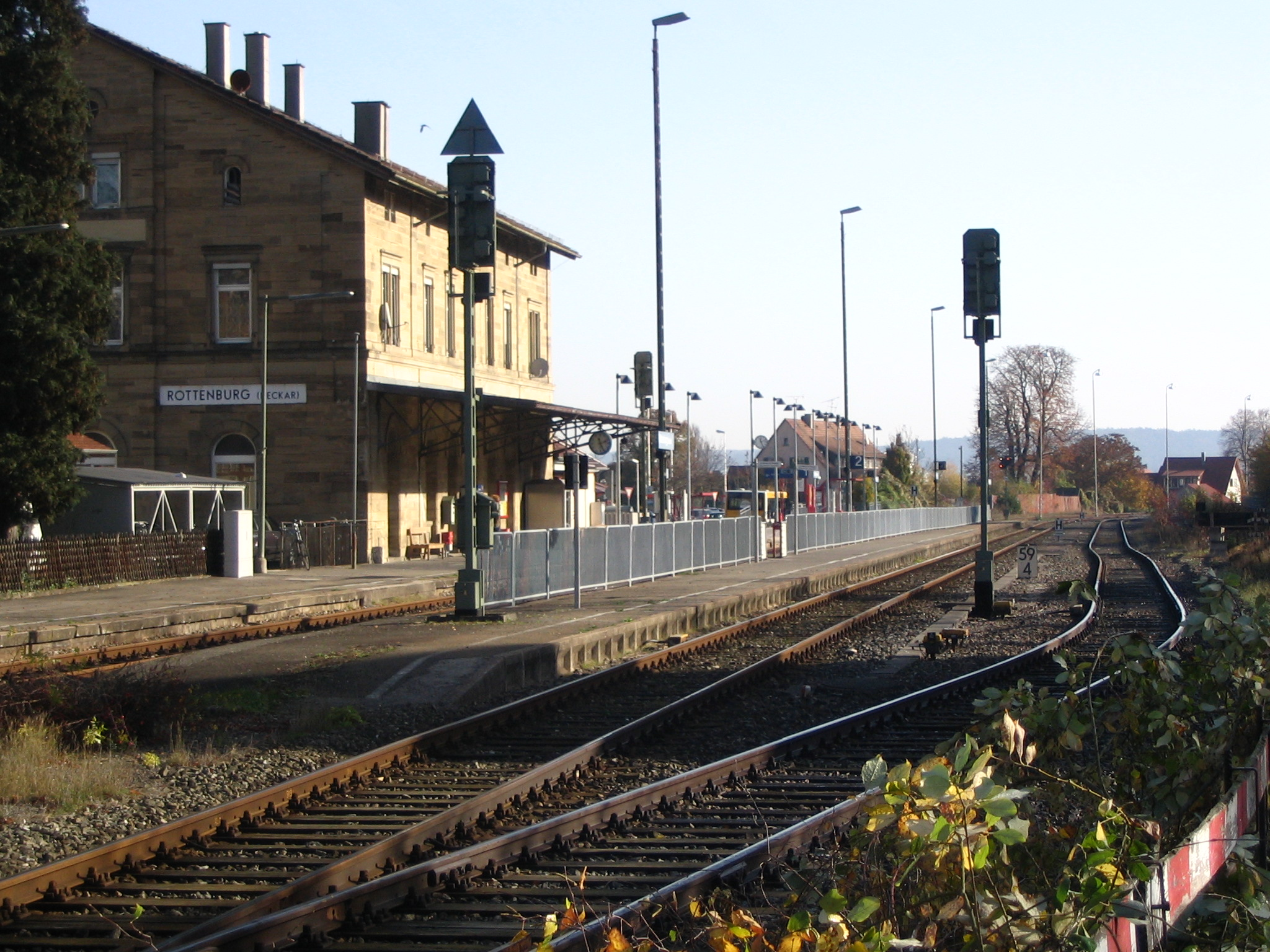
Вокзал.